# Aspidogyne rotundifolia
Aspidogyne rotundifolia är en orkidéart som först beskrevs av Paul Ormerod, och fick sitt nu gällande namn av Paul Ormerod. Aspidogyne rotundifolia ingår i släktet Aspidogyne och familjen orkidéer. Inga underarter finns listade i Catalogue of Life.